# Oncocnemidinae
Oncocnemidinae es una subfamilia  de polillas perteneciente a la familia Noctuidae. 

## Géneros
- Atakterges - Behrensia - Bryomima - Callierges - Calophasia - Catabena - Catabenoides - Copanarta - Epimecia - Fergana - Hypeuthina - Lithophasia - Lophoterges - Neogalea - Omia - Omphalophana - Pamparana - Pleromelloida - Praestilbia - Pseudacontia - Rhabinopteryx - Speidelia - Stilbia - Stilbina - Stylopoda - Sympistis - Xylocampa